# ليون فالي
ليون فالي (بالإنجليزية: Leon Valley, Texas)‏ هي مدينة تقع بولاية تكساس في شمال شرق الولايات المتحدة. تبلغ مساحة هذه المدينة 8.8 (كم²)، وترتفع عن سطح البحر 252 م، بلغ عدد سكانها 9239 نسمة في عام 2000 حسب إحصاء مكتب تعداد الولايات المتحدة وتصل الكثافة السكانية فيها 1045.6 نسمة/كم2.

## التركيبة السكانية
حدّد مكتب تعداد الولايات المتحدة بيانات التركيبة السكانية لليون فالي في تعداد الولايات المتحدة. في ما يلي، التركيبة السكانية حسب تعدادي 2000 و2010.

### تعداد عام 2000
بلغ عدد سكان ليون فالي 9,239 نسمة بحسب تعداد عام 2000، وبلغ عدد الأسر 3,576 أسرة وعدد العائلات 2,521 عائلة مقيمة في المدينة. في حين سجلت الكثافة السكانية 1,028.8 نسمة لكل كيلومتر مربع (2,664.6/ميل2). وبلغ عدد الوحدات السكنية 3,672 وحدة بمتوسط كثافة قدره 408.9 لكل كيلومتر مربع (1,059.0/ميل2).
وتوزع التركيب العرقي للمدينة بنسبة 78.07% من البيض و2.77% من الأمريكيين الأفارقة و0.67% من الأمريكيين الأصليين و1.95% من الأمريكيين ذوي الأصول الآسيوية و0.15% من سكان جزر المحيط الهادئ و13.19% من الأعراق الأخرى و3.19% من عرقين مختلطين أو أكثر و44.65% من الهسبانيون أو اللاتينيون من أي عرق.
بلغ عدد الأسر 3,576 أسرة كانت نسبة 33.9% منها لديها أطفال تحت سن الثامنة عشر تعيش معهم، وبلغت نسبة الأزواج القاطنين مع بعضهم البعض 56% من أصل المجموع الكلي للأسر، ونسبة 11% من الأسر كان لديها معيلات من الإناث دون وجود شريك، بينما كانت نسبة 3.5% من الأسر لديها معيلون من الذكور دون وجود شريكة وكانت نسبة 29.5% من غير العائلات. تألفت نسبة 24.8% من أصل جميع الأسر من عدة أفراد يعيشون في نفس المنزل ونسبة 8.3% كانت تتألف من شخص يعيش بمفرده يبلغ من العمر 65 عاماً أو أكثر. وبلغ متوسط حجم الأسرة المعيشية 2.56، أما متوسط حجم العائلات فبلغ 3.07.
بلغ العمر الوسطي للسكان 38.1 عاماً. وكانت نسبة 23.4% من القاطنين تحت سن الثامنة عشر، وكانت نسبة 9% بين الثامنة عشر والرابعة والعشرين عاماً، ونسبة 28% كانت واقعةً في الفئة العمرية ما بين الخامسة والعشرين والرابعة والأربعين عاماً، ونسبة 25.8% كانت ما بين الخامسة والأربعين والرابعة والستين، ونسبة 13.1% كانت ضمن فئة الخامسة والستين عاماً فما فوق. يوجد لكل 100 أنثى 94.8 ذكر، ويوجد لكل 100 أنثى في الثامنة عشر من عمرها فما فوق 90.1 ذكر.

### تعداد عام 2010
بلغ عدد سكان ليون فالي 10,151 نسمة بحسب تعداد عام 2010، وبلغ عدد الأسر 4,158 أسرة وعدد العائلات 2,636 عائلة مقيمة في المدينة. في حين سجلت الكثافة السكانية 1,130.4 نسمة لكل كيلومتر مربع (2,927.7/ميل2). وبلغ عدد الوحدات السكنية 4,358 وحدة بمتوسط كثافة قدره 485.3 لكل كيلومتر مربع (1,256.9/ميل2).
وتوزع التركيب العرقي للمدينة بنسبة 80.98% من البيض و3.98% من الأمريكيين الأفارقة و0.57% من الأمريكيين الأصليين و3.71% من الأمريكيين ذوي الأصول الآسيوية و0.19% من سكان جزر المحيط الهادئ و8.06% من الأعراق الأخرى و2.51% من عرقين مختلطين أو أكثر و56.22% من الهسبانيون أو اللاتينيون من أي عرق.
بلغ عدد الأسر 4,158 أسرة كانت نسبة 28.4% منها لديها أطفال تحت سن الثامنة عشر تعيش معهم، وبلغت نسبة الأزواج القاطنين مع بعضهم البعض 46% من أصل المجموع الكلي للأسر، ونسبة 12.7% من الأسر كان لديها معيلات من الإناث دون وجود شريك، بينما كانت نسبة 4.7% من الأسر لديها معيلون من الذكور دون وجود شريكة وكانت نسبة 36.6% من غير العائلات. تألفت نسبة 29.9% من أصل جميع الأسر من عدة أفراد يعيشون في نفس المنزل ونسبة 11.5% كانت تتألف من شخص يعيش بمفرده يبلغ من العمر 65 عاماً أو أكثر. وبلغ متوسط حجم الأسرة المعيشية 2.44، أما متوسط حجم العائلات فبلغ 3.03.
بلغ العمر الوسطي للسكان 39.4 عاماً. وكانت نسبة 20.7% من القاطنين تحت سن الثامنة عشر، وكانت نسبة 9.3% بين الثامنة عشر والرابعة والعشرين عاماً، ونسبة 27.3% كانت واقعةً في الفئة العمرية ما بين الخامسة والعشرين والرابعة والأربعين عاماً، ونسبة 25.8% كانت ما بين الخامسة والأربعين والرابعة والستين، ونسبة 16.9% كانت ضمن فئة الخامسة والستين عاماً فما فوق. وتوزع التركيب الجنسي للسكان بنسبة 48.1% ذكور و51.9% إناث.

## وصلات خارجية
- The US50 - Cities and Towns in Texas State